# جان بول غارنييه
جان بول غارنييه (بالفرنسية: Jean-Paul Garnier)‏ هو ساعاتي فرنسي، ولد في 1802، وتوفي في 1869.